# Rachtani (Bitola)
Rachtani (en macédonien Раштани) est un village du sud-est de la Macédoine du Nord, situé dans la municipalité de Bitola. Le village comptait 396 habitants en 2002.

## Démographie
Lors du recensement de 2002, le village comptait :
- Macédoniens : 391
- Valaques : 3
- Autres : 2